# Caloptilia flavida
Caloptilia flavida är en fjärilsart som beskrevs av Liu och Yuan 1990. Caloptilia flavida ingår i släktet Caloptilia och familjen styltmalar.
Artens utbredningsområde är Thailand. Inga underarter finns listade i Catalogue of Life.